# Meinhard Marnitz
Meinhard Johannes Marnitz (* 5. Dezember 1902 in Uexküll, Gouvernement Livland; † 6. Mai 1993) war ein deutscher SA-Gruppenführer.

## Leben
Marnitz war der jüngste Sohn des Propstes Xaver von Marnitz, der als evangelischer Märtyrer gilt, und seiner Ehefrau Else, geborene Berting. In seiner Jugend besuchte er das Landesgymnasium in Goldingen, das Landesgymnasium in Birkenruh bei Wenden, das Privatgymnasium Tideboehl in Riga, das Stadtgymnasium in Riga und das Bugenhagen-Gymnasium in Treptow an der Rega. An der zuletzt genannten Anstalt erhielt er am 8. März 1921 das Reifezeugnis.
Im Januar 1919 musste er miterleben, dass sein geliebter Vater, der Probst Xaver von Marnitz, von den Bolschewiken grundlos durch Erschießung hingerichtet wurde. Im Sommer 1919 trat Marnitz als Freiwilliger in die Baltische Landeswehr ein. Von 1921 bis 1927 studierte Marnitz Bauingenieurwesen an der Technischen Hochschule in Danzig. Am 29. Oktober 1923 bestand er die Vordiplomprüfung und am 11. Mai 1927 die Diplomhauptprüfung. In den Jahren 1925 und 1926 arbeitete Marnitz als Bauführer bei der Bauindustrie AG in Danzig. Von Mai bis Oktober 1927 folgte eine Beschäftigung als Diplomingenieur bei der H.H. Holzmann AG in Danzig. Im Oktober 1927 erhielt er eine Anstellung als wissenschaftlicher Assistent am Lehrstuhl für See- und Kanalbau der Technischen Hochschule der Freien Stadt Danzig. Im Jahr 1930 promovierte er dort bei Friedrich Wilhelm Otto Schule (1868–1941) zum Dr.-Ing. Die Doktorprüfung bestand er am 8. März 1930.
Marnitz trat der SA bei, weil er glaubte, nur so seine Heimat Livland befreien zu können. 1934 wurde Marnitz hauptamtlicher SA-Führer. 1935 zum Brigadeführer und damit in den Generalsstand befördert, erreichte er am 30. Januar 1942 die Beförderung zum SA-Gruppenführer. Er zählte damit zu den jüngsten Männern in der SA, die jemals diesen Rang erreichten. Laut der Untersuchung von Bruce Campbell zur Soziologie der SA war er einer von nur vier SA-Gruppenführern, die zu jung waren, um am Ersten Weltkrieg teilgenommen haben zu können.
In den Jahren 1934 bis 1945 bekleidete Marnitz höhere SA-Funktionen in Allenstein und Weimar (spätestens 1938). Am 1. Februar 1942 wechselte er von der SA-Gruppe Thüringen als Führer der SA-Gruppe Nordmark mit Dienstsitz in Kiel, eine Position, die er bis zum Kriegsende innehatte (von 1. Februar 1942 bis zum 31. März 1943 m.d.F.b.; vom 1. April 1943 bis Mai 1945 als regulärer SA-Führer der Gruppe Nordmark).
Anlässlich der Reichstagswahlen vom 10. April 1938 kandidierte Marnitz erfolglos auf der „Liste des Führers zur Wahl des Großdeutschen Reichstages“ für einen Sitz im Reichstag.
Während des Zweiten Weltkrieges war Marnitz von 1939 bis 1944 als Oberleutnant zur See Kommandant eines Minensuchbootes. Zum Ende des Zweiten Weltkriegs geriet er in Kiel in britische Kriegsgefangenschaft, aus der er 1948 entlassen wurde. In der Folgezeit arbeitete er als Angestellter in der Bauindustrie, bevor er sich 1962 mit einem eigenen Ingenieurbüro für Bauwesen selbständig machte.
Er war in erster Ehe mit Marianne Erna Adelheit Wolf verheiratet und in zweiter Ehe mit Elisabeth Minna Maria Heime.

## Schriften
- Über das Verhalten eines schlickhaltigen Sandes bei Durchfluss von Wasser. Danzig 1930 (Dissertation)